# Paramount Television
Paramount Television fu la divisione di produzione televisiva dello studio cinematografico statunitense Paramount Pictures, responsabile della produzione dei programmi televisivi Viacom fino a quando le sue operazioni non furono completamente fuse con quelle di CBS Productions per formare la CBS Paramount Television il 17 gennaio 2006.

## Storia
Paramount Television fu creata nel 1967.
Tra le serie televisive prodotte si possono citare Venti di guerra, Streghe, Girlfriends, The Dead Zone, Blind Justice.
La società è stata rianimata nel 2013. Nel 2020, Paramount Television è stata rinominata Paramount Television Studios, a seguito della fusione chiusa di ViacomCBS.